# Grand Prix moto de France 1962
Le Grand Prix moto de France 1962 est la deuxième manche du Championnat du monde de vitesse moto 1962. La compétition s'est déroulée le 13 mai 1962 sur le Circuit de Charade à Clermont-Ferrand. C'est la 30e édition du Grand Prix moto de France et la 8e édition comptant pour le championnat du monde.

## Résultats des 350 et 500 cm3
Pas d'épreuve pour les catégories 350 et 500 cm3 lors de ce Grand Prix.

## Résultats des 250cm³
16 tours (128,88 km)
| Pos. | Pilote               | Machine     | Vitesse      | Temps            | Points |
| ---- | -------------------- | ----------- | ------------ | ---------------- | ------ |
| 1    | Jim Redman           | Honda RC162 | 115,659 km/h | 1 h 6 min 51 s 5 | 8      |
| 2    | Bob McIntyre         | Honda RC162 | 115,650 km/h | + 0 s 3          | 6      |
| 3    | Tom Phillis          | Honda RC162 | 115,645 km/h | + 0 s 5          | 4      |
| 4    | Dan Shorey           | Bultaco     |              | + 1 tour         | 3      |
| 5    | Jean-Pierre Beltoise | Morini      |              | + 1 tour         | 2      |
| 6    | Benjamin Savoye      | FB Mondial  |              | + 2 tours        | 1      |
| 7    | Siegfried Lohmann    | Adler       |              | +2 tours         |        |
| 8    | Marcel Toussaint     | Benelli     |              | +2 tours         |        |
| 9    | René Barone          | Ducati      |              | +4 tours         |        |
| 10   | ...                  | ...         | ...          |                  |        |

## Résultats des 125cm³
13 tours (104,715 km).
| Pos. | Pilote              | Machine     | Vitesse      | Temps          | Points |
| ---- | ------------------- | ----------- | ------------ | -------------- | ------ |
| 1    | Kunimitsu Takahashi | Honda RC145 | 108,276 km/h | 58 min 1 s 6   | 8      |
| 2    | Jim Redman          | Honda RC145 | 107,201 km/h | + 34,9 s       | 6      |
| 3    | Tommy Robb          | Honda RC145 | 107,016 km/h | + 41 s 0       | 4      |
| 4    | Luigi Taveri        | Honda RC145 | 107,007 km/h | + 41 s 3       | 3      |
| 5    | Ernst Degner        | Suzuki      | 107,205 km/h | + 3 min 34 s 8 | 2      |
| 6    | Jorge Kissling      | Bultaco     | 100,238 km/h | + 4 min 39,2 s | 1      |
| 7    | ...                 | ...         | ...          |                |        |

## Résultats des 50cm³
8 tours (64,440 km)
| Pos. | Pilote              | Machine     | Vitesse     | Temps          | Points |
| ---- | ------------------- | ----------- | ----------- | -------------- | ------ |
| 1    | Jan Huberts         | Kreidler    | 96,789 km/h | 39 min 56 s 8  | 8      |
| 2    | Kunimitsu Takahashi | Honda RC110 | 96,700 km/h | + 2,2 s        | 6      |
| 3    | Luigi Taveri        | Honda       | 96,684 km/h | + 2,6 s        | 4      |
| 4    | Tommy Robb          | Honda RC110 | 95,703 km/h | + 27,2 s       | 3      |
| 5    | Seichi Suzuki       | Suzuki      | 94,306 km/h | + 1 min 3,1 s  | 2      |
| 6    | Mitsuo Itoh         | Suzuki      |             | + 1 min 43,2 s | 1      |
| 7    | Ernst Degner        | Suzuki      |             | +1 min 37 s 4  |        |
| 8    | Wolfgang Gedlich    | Kreidler    |             | +2 min 01 s 9  |        |
| 9    | Rajko Piciga        | Tomos       |             | +3 min 18 s 9  |        |
| 10   | Jacques Roca        | Derbi       |             | +5 min 36 s 9  |        |
| 11   | ...                 | ...         | ...         |                |        |

## Résultats des Sidecars
| Pos | Pilote            | Passager        | Moto | Temps         | Points |
| --- | ----------------- | --------------- | ---- | ------------- | ------ |
| 1   | Max Deubel        | Emil Hörner     | BMW  | 57 min 57 s 5 | 8      |
| 2   | Florian Camathias | Horst Burkhardt | BMW  | +38 s 5       | 6      |
| 3   | Chris Vincent     | Eric Bliss      | BSA  | +2 min 59 s 5 | 4      |
| 4   | Otto Kölle        | Dieter Hess     | BMW  | +3 min 51 s 5 | 3      |
| 5   | Claude Lambert    | Alfred Herzig   | BMW  | +4 min 33 s 5 | 2      |
| 6   | Eric Pickup       | Keith Scott     | BMW  |               | 1      |
| 7   | ...               | ...             | ...  | ...           |        |